# سیارک ۱۹۶۱۹
سیارک ۱۹۶۱۹ (به انگلیسی: 19619 Bethbell، نامگذاری:1999QA) نوزده هزار و ششصد و نوزدهمین سیارک کشف شده‌است که در ۱۶ اوت ۱۹۹۹ کشف شد.
قدر مطلق سیارک برابر ۱۴٫۸۰ است.